# Juan Vázquez (economista)
Juan Antonio Vázquez García (Aller, 1 de enero de 1952), conocido como Juan Vázquez, es un economista español y catedrático de la Universidad de Oviedo. Entre 2000 y 2008 fue rector de dicha universidad. Fue diputado en la Junta General del Principado de Asturias durante un día tras ser cabeza de lista de Ciudadanos en las elecciones autonómicas de 2019.

## Biografía
Nació en 1952 en Boo, parroquia del concejo de Aller (Asturias). Su padre era minero y su madre maestra. Fue internado en el Colegio El Pilar de Pola de Lena. Estudió economía en la Universidad Complutense de Madrid y residió en el Colegio Mayor Universitario Chaminade. Un profesor suyo de dicha universidad se traslada a una cátedra en la Universidad de Oviedo y nombra a Vázquez ayudante personal suyo. Desde entonces se ha vinculado a la Universidad de Oviedo, siendo profesor de economía española y de la Unión Europea en la Facultad de Economía y Empresa. Fue decano de dicha facultad entre 1986 y 1994. Desde 1987 es catedrático en economía aplicada en la Universidad de Oviedo. Fue vicerrector de la Universidad Internacional Menéndez Pelayo (UIMP) entre 1995 y 1999.
En mayo de 2000 fue elegido rector de la Universidad de Oviedo. Fue reelegido rector en 2004 y mantuvo ese cargo hasta mayo de 2008, cuando fue sustituido por Vicente Gotor Santamaría, que había sido su oponente en las elecciones de 2004. Paralelamente, entre el 23 de junio de 2003 y junio de 2007 fue presidente de la Conferencia de Rectores de las Universidades Españolas (CRUE). Desde 2003 es miembro correspondiente de la Real Academia de Ciencias Morles y Políticas.
Reside en Oviedo y está casado con María José Zamora, con la que tiene un hijo, Juan José Vázquez, que trabaja en la sede central parisina de la Organización para la Cooperación y el Desarrollo Económicos (OCDE).
En julio de 2022 fue nombrado profesor emérito de la Universidad de Oviedo.

## Trayectoria política
En 2012 el presidente del Principado Javier Fernández le ofrece una consejería en su primer mandato. Vázquez rechaza la oferta.
En enero de 2019 fue nombrado por el partido político Ciudadanos como candidato a la Presidencia del Principado de Asturias en las elecciones autonómicas de mayo de 2019. El 2 de marzo de 2019 Vázquez gana el proceso de primarias con el 91% de los votos. Finalmente, Vázquez es elegido diputado de la Junta General y toma acta de la XI Legislatura el 24 de junio de 2019. A las pocas horas dimite alegando desencanto ideológico con Ciudadanos. Fue sustituido por Susana Fernández.

## Publicaciones
Ha desarrollado decenas de trabajos y publicaciones sobre economía asturiana, economía financiera, educación y financiación universitaria.